# La Nouvelle Vie de Gary
La Nouvelle Vie de Gary (Gary Unmarried) est une série télévisée américaine en 37 épisodes de 22 minutes, créée par Ed Yeager et diffusée entre le 24 septembre 2008 et le 17 mars 2010 sur le réseau CBS.
En France, la série a été diffusée à partir du 2 septembre 2009 sur OCS Happy, en Belgique à partir du 4 février 2012 sur RTL-TVI et au Québec à partir du 26 août 2013 sur VRAK.TV.

## Synopsis
Cette série met en scène un homme divorcé, Gary Brooks, qui tente de survivre à la vie quotidienne.
Entre ses enfants, Louise et Tom Brooks, son ex-femme Allison et sa vie de célibataire, il se rend compte que ce n'est pas toujours facile d'être à la hauteur.

## Distribution
- Jay Mohr (VFB : Franck Dacquin) : Gary Brooks
- Paula Marshall (VFB : Claire Tefnin) : Allison Brooks
- Ryan Malgarini (en) : Tom Brooks
- Laura Marano (pilote), Kathryn Newton : Louise Brooks
- Al Madrigal (en) : Dennis Lopez
- Ed Begley Jr. : Dr Walter Krandall (saison 1)
- Jaime King : Vanessa Flood (saison 1)
- Rob Riggle : Mitch Brooks
- Keegan-Michael Key : Curtis (saison 2)
- Brooke D'Orsay : Sasha (saison 2)

## Audiences
| Saison | Année     | Début de Saison   | Fin de saison | Classement | Téléspectateurs (millions) |
| ------ | --------- | ----------------- | ------------- | ---------- | -------------------------- |
| 1      | 2008–2009 | 24 septembre 2008 | 20 mai 2009   | #74        | 7.2                        |
| 2      | 2009–2010 | 23 septembre 2009 | 17 mars 2010  | #72        | 6.65                       |

## Distinctions

### Récompenses
- People's Choice Awards 2009 : Meilleure nouvelle comédie comique
- Young Artist Award 2010 : Best Performance in a TV Series (Comedy or Drama) Supporting Young Actor - Ryan Malgarini
- Young Artist Award 2010 : Best Performance in a TV Series (Comedy or Drama) Supporting Young Actress - Kathryn Newton